# Phalera amboinae
Phalera amboinae är en fjärilsart som beskrevs av Felder 1874. Phalera amboinae ingår i släktet Phalera och familjen tandspinnare. Inga underarter finns listade i Catalogue of Life.